# Julián Di Cosmo
Julián Di Cosmo (n. 28 de diciembre de 1984, en Aldao, Santa Fe, Argentina) es un futbolista ítalo-argentino, Juega de delantero y jugó en el José Gálvez de la Segunda División del Perú.

## Trayectoria

### Saluzzo - Igea Virtus - Paganese - Andria
Se formó en Colón de Santa Fe de su país hasta los 21 años. A esa edad, dio el salto al fútbol italiano (comparte esa nacionalidad con la argentina). Entre 2006 y 2007, jugó en el Saluzzo, de la Serie D. Después de una impresionante temporada con el club, anotando 9 goles en 15 partidos, fue comprado por el FC Sicilia Igea Virtus Barcellona, un club de Serie C2. Pasó la temporada 2007-08 en el club y se iba a anotar la impresionante cifra de 16 goles en 31 partidos, ganando la Serie C2 / C máximo goleador de esa temporada y mejor jugador extranjero en la respectiva categoría.Sus actuaciones eran a menudo captura de los ojos, por lo tanto impresionar a los deportes Calcio Catania director Pietro Lo Monaco.

### Calcio Catania
Di Cosmo transferido a Catania Calcio en julio de 2008, pero antes del final de la ventana de transferencia de verano 2008-2009, Lo Monaco prestando a Julián Di Cosmo de la Lega Pro Prima Divisione lado Paganese Calcio 1926. Durante la primera mitad de la Lega Pro Prima Divisione temporada de Di Cosmo muy impresionado anotando 9 goles en 16 partidos de liga. En enero de 2009 regresó a la C2 división italiana, uniéndose a Lega Pro Seconda Divisione Club Andria. Di Cosmo logró otros 9 goles en 18 partidos con el equipo italiano. En julio de 2009 Di Cosmo volvió a Calcio Catania, pero el 31 de agosto que se venderá a perpetuidad a la Lega Pro Seconda toscano Divisione Colligiana conjunto, no hacer una apariencia única para el rossazzurri.

### VF Colligiana
Desde su traslado a V.F. Colligiana, el delantero ha formado una fuerte alianza ofensiva con el excompañero de equipo Christian Catania Ianelli, y ha encontrado el fondo de la red 9 veces en 22 partidos de liga.

### The Strongest
A principio del 2010 fue prestado al The Strongest de La Paz (Bolivia), jugando 28 partidos y presentándose 11 veces en las redes rivales y 8 asistencias una gran marca para el goleador.

### Angostura F.C.
En 2011 juega en el fútbol venezolano en segunda división. Donde juega 12 partidos con 8 goles y 5 asistencias en el torneo local y 2 en Copa Venezuela.

### FBC Melgar
A fines de 2011 fue transferido al FBC Melgar, por pedido de Julio Alberto Zamora donde fue una de las Figuras del equipo y sumó 11 goles y 7 asistencias, también fue muy querido en la ciudad de Arequipa en donde clasificó a la Copa Sudamericana con los "Rojinegros".

### Oriente Petrolero
En 2013 fue pedido por Ricardo Pompei para jugar por Oriente Petrolero por lo que rechazo la oferta de Melgar para continuar en Arequipa, en el primer semestre logrando un récord de puntos en torneos cortos pero el Bolívar se llevó la corona, Julián Di Cosmo marcó tres goles y 6 asistencias y el club Oriente Petrolero alcanzó la clasificación a la Copa Libertadores de América; en el segundo semestre fue tenido poco en cuenta por el entrenador y decidió irse del club refinero.

### José Gálvez
En 2014 fue uno de los pedidos de Julio Alberto Zamora, con quien ya había trabajado dos años antes en Melgar de Arequipa, por lo que decidió jugar en la Segunda División. En el primer semestre marcó tres goles y 5 asistencias pero por problemas económicos en agosto decidió irse al igual que la mayoría de los jugadores de experiencia.

## Clubes
| Club                  | País        | Año       |
| --------------------- | ----------- | --------- |
| ACSD Saluzzo          | Italia      | 2006-2007 |
| Igea Virtus           | Italia      | 2007-2008 |
| Calcio Catania        | Italia      | 2008      |
| Paganese Calcio 1926  | Italia      | 2008      |
| Fidelis Andria        | Italia      | 2009      |
| Colligiana            | Italia      | 2009      |
| The Strongest         | Bolivia     | 2010      |
| Angostura Fútbol Club | Venezuela   | 2011      |
| FBC Melgar            | Perú        | 2012      |
| Oriente Petrolero     | Bolivia     | 2013      |
| José Gálvez FBC       | Perú        | 2014      |
| Chaco For Ever        | Argentina   | 2014      |
| Club Deportivo FAS    | El Salvador | 2015      |
| Totoras Juniors       | Argentina   | 2016      |